# Belizarie cerșind
Belizarie cerșind este o pânză pictată de Jacques-Louis David în anul 1781. Tabloul are dimensiunile 288 x 312 cm  și se găsește la Musee des Beaux-Arts, Lille, Franța.

## Descriere
Tema acestui tablou este soarta strălucitului conducător al armatelor bizantine din secolul al VI-lea, al cărui suveran, împăratul Iustinian, invidios pe gloria de care se bucura acesta, l-a îndepărtat de la curte și i-a confiscat averea, sortindu-l unei vieți de cerșetor.
Nefericitul bătrân întinde mâinile rugător, iar băiatul ține în mână coiful lui Belizarie. Această relicva a vremurilor trecute de glorie și putere a eroului îi servește acum la strângerea pomenilor și tocmai vedem cum o femeie milostivă îi aruncă în coif un bănuț. În spate stă în picioare un soldat, cutremurat de drama  fostului său comandant.
În fața acestei pânze imense, în care personajele sunt de mărime naturală, spectatorul devine aproape participant al scenei în desfășurare. Culorile intense accentuează efectul realismului; totuși, criticii îi reproșează lui David paleta prea întunecată.